# Linc Milliman
Lincoln B. „Linc“ Milliman  (* um 1940) ist ein US-amerikanischer Jazzmusiker (Kontrabass, auch Tuba), der sich im Bereich der Bigband-Musik und des Mainstream Jazz betätigt.

## Leben und Wirken
Millian gehörte ab den frühen 1960er-Jahren der Maynard Ferguson Big Band an; 1969 spielte er im Duo mit Marian McPartland (Interplay). In den folgenden Jahren arbeitete er mit Jack Maheu and the Mississippi Mudders, Don Ewell, Phil Wilson/Vic Dickenson, Lou Stein, Bill Watrous, Derek Smith, Butch Miles, George Masso sowie mit Dick Meldonian & und The Jersey Swingers, in den 1980er- und 1990er-Jahren auch mit Warren Vaché, Randy Sandke, Ken Peplowski, Marty Grosz, Scott Robinson, Johnny Blowers, Glenn Zottola und Carmen Leggio. Im Bereich des Jazz war er zwischen 1962 und 2010 an 43 Aufnahmesessions beteiligt, zuletzt mit Dan Barrett (This Will Be My Shining Hour). Ferner war er in den 1990er-Jahren als Theatermusiker am New Yorker Broadway beschäftigt und trat mit dem Pianisten Russ Kasoff im Jazzclub Knickerbocker Bar & Grill auf.